# Hiëronymus Duquesnoy de Oudere

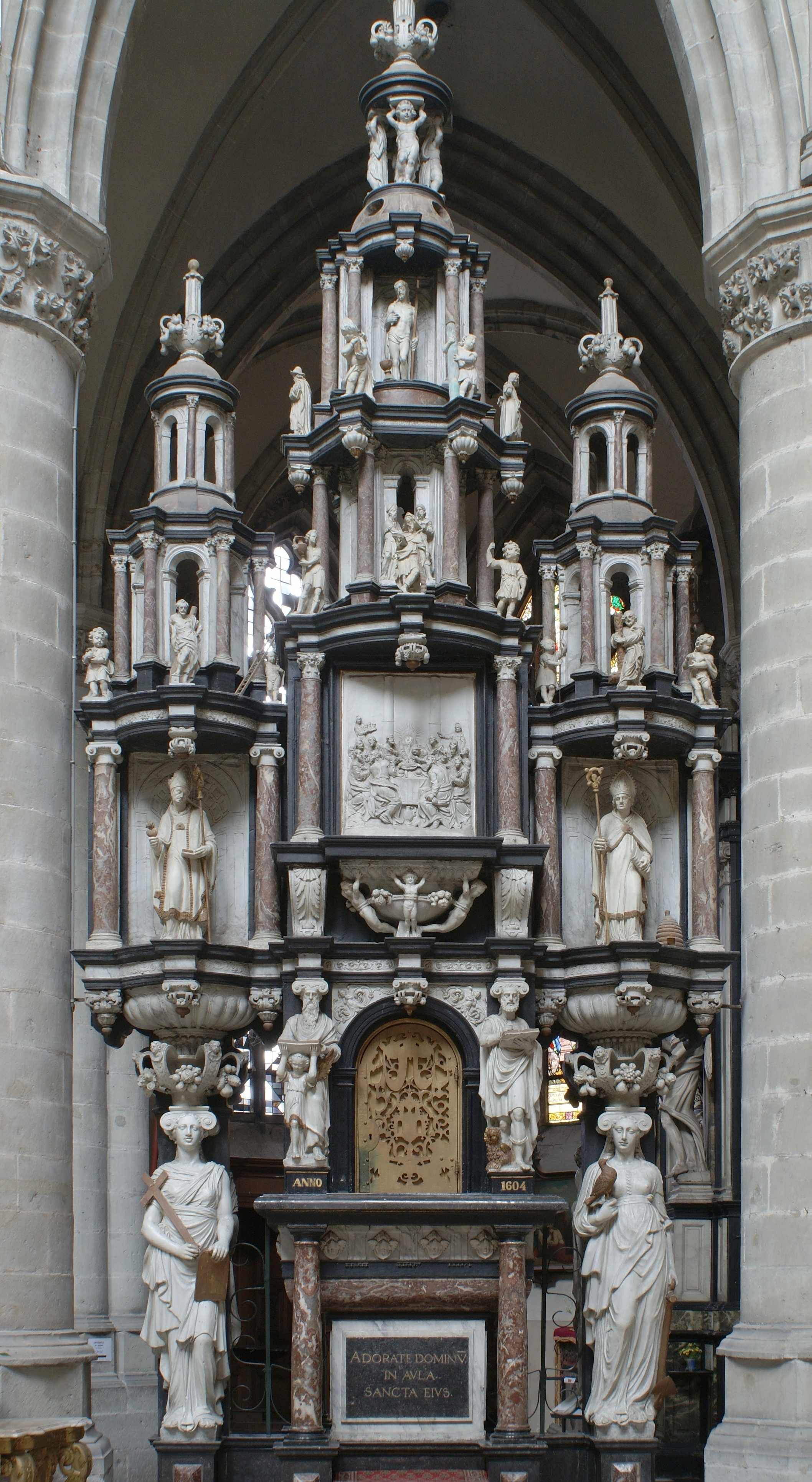
Sacramentstoren met kariatiden (Sint-Martinuskerk, Aalst)

Hiëronymus of Jérôme Duquesnoy de Oudere (Le Quesnoy, vóór 1570 - Brussel, 1641) was een Zuid-Nederlands beeldhouwer. Hij trouwde in 1595 en vestigde zich in Brussel, waar hij hofbeeldhouwer werd van Albrecht en Isabella. Naast werk voor hun paleis en tuinen maakte hij voornamelijk kerkmeubilair. Door de beeldenstorm onder de Brusselse republiek waren er veel sculpturen die moesten hersteld of vervangen worden. Jérôme Duquesnoy leidde twee zonen op, de in Rome bewonderde Frans en de voor sodomie terechtgestelde Hiëronymus de Jonge.

## Werk
Duquesnoy was een bekwaam maar geen uitzonderlijk artiest, weze het in zijn composities of in de uitvoering. Zijn meest voldragen werk kan men zien in de Sint-Martinuskerk van Aalst. Daar is in de koorommegang - ongeveer ter hoogte van het altaar - een door hem gebeeldhouwde sacramentstoren opgesteld (gebouwd in 1604). Een gelijkaardige toren in de Sint-Jacobskerk van Gent wordt ook aan hem toegeschreven.
Zijn bekendste werk is ongetwijfeld Manneken Pis (1619-20), het eenvoudige bronzen beeld van een plassend jongetje in de Brusselse Stoofstraat. Het origineel is overgebracht naar het Museum van de Stad Brussel in het Broodhuis. In 1617 had Duquesnoy al de grotere Satersfontein gemaakt voor de stad en vermoedelijk was hij ook degene die de Fontein van de Drie Godinnen vernieuwde.
Voor het Warandepark van het Koudenbergpaleis maakte hij een lezende Maria Magdalena (nu in de KMSKB).
In de Onze-Lieve-Vrouw van Goede Hoop te Vilvoorde bevindt zich voorts een marmeren epitaaf van Henricus van Bronchorst († 1629), die aan Duquesnoy wordt toegeschreven.

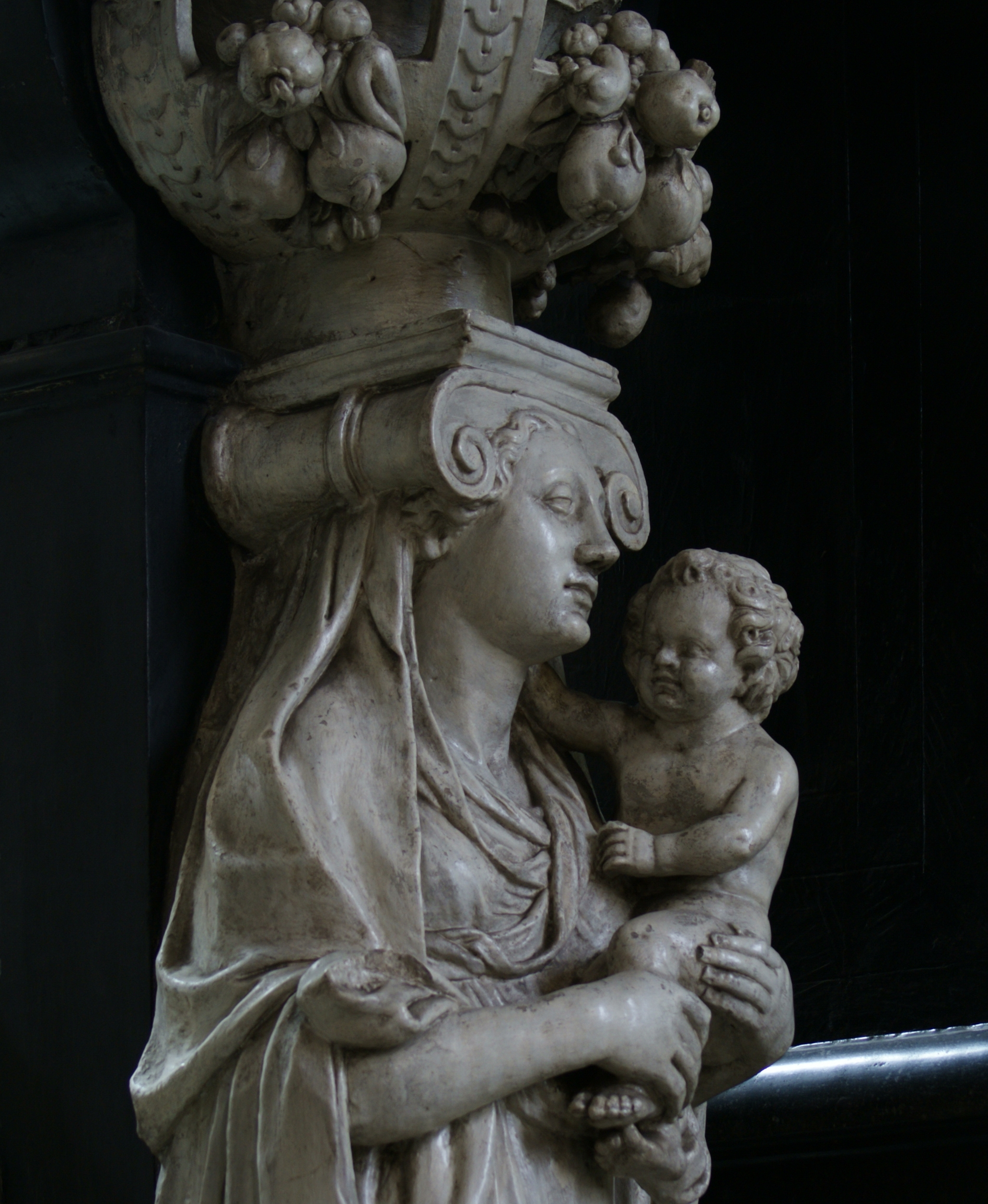
Detail van de Aalsterse sacramentstoren
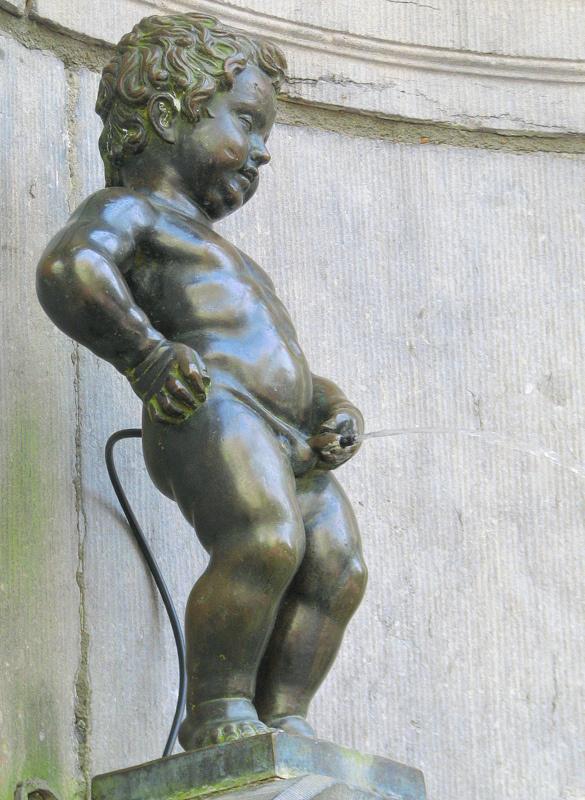
Manneken Pis

## Voetnoten
1. ↑  Géraldine Patigny, "Manneken Pis. Itinéraire d'une statue emblématique", in: Brusselse Cahiers, 2019, nr. 1, p. 91-92. DOI:10.3917/brux.051.0091

- Biografisch Portaal: 79596470
- Gemeinsame Normdatei: 122968859
- International Standard Name Identifier: 0000 0000 8245 5279
- Library of Congress Control Number: n87933658
- RKD-Nederlands Instituut voor Kunstgeschiedenis: 205830
- Système universitaire de documentation: 172245109
- Virtual International Authority File: 60616695
- WorldCat: E39PBJxhkd6xwV3PwBVFKxvT73